# Burgstall Oberaltenbernheim
Der Burgstall Oberaltenbernheim ist eine abgegangene mittelalterliche Höhenburg auf dem „Horn“ bei Oberaltenbernheim, einem heutigen Gemeindeteil des Marktes Obernzenn im Landkreis Neustadt an der Aisch-Bad Windsheim in Bayern.
Von der ehemaligen Burganlage ist nichts erhalten.